# Gynoplistia (Gynoplistia) nigronitida
Gynoplistia (Gynoplistia) nigronitida is een tweevleugelige uit de familie steltmuggen (Limoniidae). De soort komt voor in het Australaziatisch gebied.